# Фест-э-Сент-Андре
Фест-э-Сент-Андре́ (фр. Festes-et-Saint-André) — коммуна во Франции, находится в регионе Лангедок — Руссильон. Департамент коммуны — Од. Входит в состав кантона Лиму. Округ коммуны — Лиму.
Код INSEE коммуны — 11142.

## Население
Население коммуны на 2008 год составляло 206 человек.
| 1962 | 1968 | 1975 | 1982 | 1990 | 1999 | 2008 |
| ---- | ---- | ---- | ---- | ---- | ---- | ---- |
| 60   | 105  | 112  | 159  | 201  | 202  | 206  |

## Экономика
В 2007 году среди 137 человек в трудоспособном возрасте (15—64 лет) 93 были экономически активными, 44 — неактивными (показатель активности — 67,9 %, в 1999 году было 59,3 %). Из 93 активных работали 67 человек (40 мужчин и 27 женщин), безработных было 26 (13 мужчин и 13 женщин). Среди 44 неактивных 20 человек были учениками или студентами, 2 — пенсионерами, 22 были неактивными по другим причинам.